# Inoue Sadae
Inoue Sadae (井上 貞衛 Tỉnh Thượng Trinh Vệ) (ngày 5 tháng 11 năm 1886 - ngày 26 tháng 10 năm 1961) là tướng của Đế quốc Nhật Bản trong Chiến tranh Thế giới thứ 2. Ông đã chỉ huy quân đội Nhật Bản trong trận Angaur.

## Tiểu sử
Inoue sinh ra tại tỉnh Kumamoto, là con trai thứ ba của một cảnh sát, tuy nhiên hộ khẩu thường trú của ông là ở tỉnh Kochi. Ông theo học trường Sĩ quan dự bị và đã tốt nghiệp khóa 20 của Trường Sĩ quan Lục quân (Đế quốc Nhật Bản) năm 1908. Ông được giao chỉ huy Trung đoàn 44 bộ binh IJA, và tham gia vào cuộc nội chiến Siberi chống lại các lực lượng Bolshevik ở miền đông nước Nga. Khi bắt đầu chiến tranh Trung Nhật lần thứ, Inoue chỉ huy Trung đoàn 5 IJA.
Thăng tiến dần trên con đường binh nghiệp, Inoue được thăng chức Thiếu tướng vào tháng 3 năm 1939 và chỉ huy Sư đoàn 33 IJA. Năm 1942, ông chuyển đến trụ sở quân đội Nhật Bản tại Đài Loan. Inoue được thăng chức Trung tướng vào năm 1942 và từ năm 1942 đến năm 1943 thống lĩnh Sư đoàn 69 IJA, đồn trú ở tỉnh Sơn Tây, Trung Quốc.
Ông chỉ huy Sư đoàn 14 IJA năm 1943, đồn trú tại Mãn Châu. Tuy nhiên, với tình hình chiến tranh Thái Bình Dương càng lúc xấu đi về phía Nhật Bản, Sư đoàn 14 được điều đến hỗ trợ cho các quân đoàn Nam Phương quân, và tướng Tōjō Hideki giao cho ông nhiệm vụ phòng thủ Palau. Cả hai tướng Tojo và Inoue biết rằng Sư đoàn 14 IJA không thể giữ nổi quân đảo này, trong khi quân Đồng Minh với lực lượng vượt trội hơn, nhưng chính phủ Nhật Bản nhận định rằng quần đảo này quan trọng và lệnh phải bảo vệ nó cho đến chết, và sẽ cho quân Đồng Minh một chiến thắng Pyrrhic và sẽ điều này có lợi cho Nhật Bản trong cuộc chiến tranh Thái Bình Dương.
Hai trận đánh lớn đã diễn ra ở Palau dưới sự chỉ huy của Inoue: trận Angaur và trận Peleiu. Cả hai phía đều thương vong, tổn thất nặng nề, nhận thấy địa hình ở đây tốt, Inoue đã ra lệnh tấn công liều chết đến các đơn vị.
Sau chiến tranh, Inoue đã bị bắt bởi chính quyền chiếm đóng Mĩ và bị dẫn độ về Guam, nơi ông bị kết tội B và C cho tội ác chiến tranh. Ông lãnh án tù chung thân năm 1951.
Năm 1953, ông được thả. Năm 1961, ông qua đời tại Nhật Bản, thọ 75 tuổi.

### Sách
- Hallas, James H (1994). The Devil's Anvil. The Assault on Peleliu: Praeger Publishers. ISBN 0275946460.
- Ross, Bill D (1991). Peleliu: Tragic Triumph. Random House. ISBN 0394565886.